# Frank Ruch
Frank Ruch (* 1961) ist ein deutscher Politiker und seit dem 1. Juli 2015 Oberbürgermeister der Stadt Quedlinburg. Er wurde am 22. März 2015 in das Amt gewählt.

## Leben
Ruch ist als Sohn der Eheleute Marga und Gerhard Ruch geboren. Er hat einen jüngeren Bruder. Ruch war zunächst Zootechniker/Mechanisator an der LPG in Westerhausen, bevor er 1984 sein Fachschulstudium als Agraringenieur für Tierzucht in Wernigerode begann. Seit der politischen Wende ist er Mitglied der CDU und er war Angestellter im damaligen Landkreis Quedlinburg und später im nachfolgenden Landkreis Harz. Weiterhin saß er von 1999 bis 2003 und wieder seit 2009 im Stadtrat von Quedlinburg. 2014 wurde er als Kandidat der CDU für die Oberbürgermeisterwahl in Quedlinburg nominiert. Diese Wahl umfasste erstmals auch die eingemeindeten Ortsteile Stadt Gernrode und Bad Suderode.
Am 22. März 2015 wurde Frank Ruch als Oberbürgermeister für die Stadt Quedlinburg mit 56,3 % gewählt. Amtsinhaber Eberhard Brecht, dessen Amtszeit am 30. Juni 2015 endete, trat aus Altersgründen nicht mehr an.